# Guatemala nos Jogos Olímpicos de Verão de 1976
A Guatemala competiu nos Jogos Olímpicos de Verão de 1976 em Montreal, Canadá.